# Cyril Atanassoff
Cyril Atanassoff est un danseur français d'origine bulgare né à Puteaux le 30 juin 1941.

## Parcours
Il entre en 1953 à l'École de danse de l'Opéra national de Paris, est engagé dans le corps de ballet de l'Opéra en 1957, avec le grade de deuxième quadrille. Il saute la classe de premier quadrille et se retrouve coryphée puis devient petit sujet en 1959, et grand sujet en 1960. Pendant son service militaire (1961-1963), il passe son examen de ballet en 1961 et devient premier danseur en 1962. Il est nommé danseur étoile en 1964.
Parmi ses professeurs figurent Roger Ritz (qui l'a fait débuter, à l'âge de 10 ans), Serge Peretti, Victor Gsovski, Harald Lander, Fernando Alonso, Asaf Messerer, Ninel Kurgapkina et Gilbert Mayer.
Il danse immédiatement les grands rôles du répertoire, comme le prince Albert de Giselle, Siegfried du Lac des cygnes (dans la version de Vladimir Bourmeister d'après Marius Petipa et Lev Ivanov), Suite en Blanc et le jeune homme des Mirages de Serge Lifar, le Palais de Cristal de George Balanchine, et Études d'Harald Lander.
À ses débuts, il crée des ballets de Peter Van Dijk, Michel Descombey, George Skibine et s'affirme dans La Damnation de Faust créée pour lui par Maurice Béjart (1964). Il participe à la création parisienne de ballets de George Balanchine comme Concerto Barocco ou de Maurice Béjart avec Le Sacre du printemps, un des rôles qu'il a le plus marqué de sa personnalité.
Il crée le rôle de Frollo dans Notre-Dame de Paris (1965) de Roland Petit auquel il succédera dans celui de Quasimodo qui deviendra un de ses plus grands rôles.
Aussi à l'aise dans le ballet romantique ou classique, il assure la première représentation de la version scénique de La Sylphide de Filippo Taglioni remontée en 1972 par Pierre Lacotte pour la télévision française, puis la première version intégrale à l'Opéra de La Belle au bois dormant dans la chorégraphie d'Alicia Alonso d'après Marius Petipa (1974). En 1983, il sera un impressionnant Abderam dans la version de Raymonda de Rudolf Noureev.
En 1976, lorsque le chorégraphe russe Iouri Grigorovitch est invité à l'Opéra de Paris pour y monter son célèbre ballet Ivan le Terrible, Cyril Atanassof est l'un des danseurs choisis pour le rôle principal. En 1979, il crée Orion dans le ballet Sylvia remonté par Lycette Darsonval d'après Serge Lifar.
Acteur de caractère également, il s'adapte avec aisance au rôle désopilant de Zeus dans le Pas de Dieux de Gene Kelly.
Ses partenaires principales sont Yvette Chauviré, Claude Bessy, Jacqueline Rayet, Claire Motte, Nanon Thibon, Noëlla Pontois, Wilfride Piollet, Claude de Vulpian, Dominique Khalfouni et plus tard Élisabeth Platel, Monique Loudières, Sylvie Guillem et Marie-Claude Pietragalla. Il a également eu le privilège de danser avec des danseuses des plus grands ballets internationaux: Alicia Alonso, Eva Evdokimova, Galina Samsova, Nina Vyroubova, Ekaterina Maximova, Monique Arabian.
Il prend sa retraite à l'âge légal de 45 ans (1986), mais reviendra encore plusieurs fois sur la scène de l'Opéra de Paris en qualité d'invité.
Après avoir enseigné la danse classique au Conservatoire national supérieur de musique et de danse de Paris, ainsi que pour le Corps de ballet de l'Opéra, il quitte l'institution en 2007, mais continue à donner des cours et des stages de danse.
Il est interprète du spectacle Cartel de Michel Schweizer en 2013, aux côtés de Jean Guizerix et Dalila Khatir, mais ne participera pas aux représentations s’étant blessé.